# Costin Lazăr
Costin Lazăr (Boekarest, 24 april 1981) is een Roemeens voormalig voetballer die doorgaans speelde als middenvelder. Tussen 1999 en 2020 was hij actief voor Sportul Studențesc, Rapid Boekarest, PAOK Saloniki, Panetolikos, Iraklis Voluntari en Phoenix Ulmu. Lazăr maakte in 2005 zijn debuut in het Roemeens voetbalelftal en kwam tot 2014 tot tweeëndertig interlands.

## Clubcarrière
Lazăr speelde tussen 1994 en 2006 bij de Roemeense club Sportul Studențesc en verkaste daarna naar Rapid Boekarest. Aldaar speelde hij meer dan honderd wedstrijden, voordat hij op 21 juli 2011 overgenomen werd door PAOK Saloniki uit Griekenland. De middenvelder ondertekende een driejarige verbintenis en werd direct een vaste waarde op het middenrif in Thessaloniki. Op 25 maart 2012 scoorde Lazăr tweemaal tijdens een 4–0 overwinning op PAE Kerkyra. In januari 2015 tekende de Roemeen voor Panetolikos. Na een half jaar verkaste hij al, toen hij besloot te gaan spelen voor Iraklis. In de zomer van 2016 maakte Lazăr de overstap naar Voluntari, waar hij zijn handtekening zette onder een verbintenis voor de duur van vier jaar. Medio 2019 werd Phoenix Ulmu zijn nieuwe club. Een jaar later zette hij een punt achter zijn loopbaan als voetballer.

## Interlandcarrière
Lazăr maakte zijn debuut in het Roemeens voetbalelftal op 12 november 2005. Op die dag werd een vriendschappelijke wedstrijd tegen Ivoorkust met 1–2 verloren. In de tweede helft mocht de middenvelder als invaller binnen de lijnen komen. De andere debutanten dit duel waren Mihai Neșu, Gabriel Boştină en Bănel Nicoliță (allen Steaua Boekarest). Op 11 september 2012 scoorde hij zijn eerste interlanddoelpunt. Tijdens een 4–0 overwinning op Andorra scoorde hij de tweede treffer.